# Guardavalle
Guardavalle község (comune) Olaszország Calabria régiójában, Catanzaro megyében.

## Fekvése
A megye déli részén fekszik, a Jón-tenger partján. Határai: Bivongi, Brognaturo, Monasterace , Santa Caterina dello Ionio és Stilo.

## Története
A település alapításáról nem léteznek pontos adatok. Valószínűleg a 9. században alapították a szaracén portyázások elől menekülő tengerparti lakosok.  A 19. század elején vált önálló községgé, amikor a Nápolyi Királyságban felszámolták a feudalizmust.

## Népessége
A népesség számának alakulása:

## Főbb látnivalói
- Palazzo Spedalieri
- Palazzo Salerno
- Palazzo Falletti
- Sant’Agazio-templom
- San Carlo-templom